# Saint-Sulpice-sur-Risle
Saint-Sulpice-sur-Risle és un municipi francès situat al departament de l'Orne i a la regió de Normandia. L'any 2007 tenia 1.650 habitants.

## Demografia

### Població
El 2007 la població de fet de Saint-Sulpice-sur-Risle era de 1.650 persones. Hi havia 648 famílies de les quals 161 eren unipersonals (56 homes vivint sols i 105 dones vivint soles), 209 parelles sense fills, 238 parelles amb fills i 40 famílies monoparentals amb fills.
La població ha evolucionat segons el següent gràfic:
Habitants censats

### Habitatges
El 2007 hi havia 737 habitatges, 653 eren l'habitatge principal de la família, 50 eren segones residències i 34 estaven desocupats. 715 eren cases i 19 eren apartaments. Dels 653 habitatges principals, 499 estaven ocupats pels seus propietaris, 144 estaven llogats i ocupats pels llogaters i 10 estaven cedits a títol gratuït; 3 tenien una cambra, 35 en tenien dues, 119 en tenien tres, 209 en tenien quatre i 286 en tenien cinc o més. 564 habitatges disposaven pel capbaix d'una plaça de pàrquing. A 303 habitatges hi havia un automòbil i a 302 n'hi havia dos o més.

### Piràmide de població
La piràmide de població per edats i sexe el 2009 era:
| Homes | Edats   | Dones |
| ----- | ------- | ----- |
| 0     | 95 o +  | 4     |
| 4     | 90 a 94 | 0     |
| 0     | 85 a 89 | 16    |
| 24    | 80 a 84 | 16    |
| 20    | 75 a 79 | 40    |
| 28    | 70 a 74 | 32    |
| 52    | 65 a 69 | 60    |
| 40    | 60 a 64 | 24    |
| 32    | 55 a 59 | 48    |
| 40    | 50 a 54 | 52    |
| 44    | 45 a 49 | 36    |
| 52    | 40 a 44 | 72    |
| 68    | 35 a 39 | 52    |
| 80    | 30 a 34 | 40    |
| 44    | 25 a 29 | 44    |
| 16    | 20 a 24 | 48    |
| 80    | 15 a 19 | 52    |
| 60    | 10 a 14 | 68    |
| 84    | 5 a 9   | 44    |
| 32    | 0 a 4   | 52    |

## Economia
El 2007 la població en edat de treballar era de 1.021 persones, 739 eren actives i 282 eren inactives. De les 739 persones actives 677 estaven ocupades (364 homes i 313 dones) i 62 estaven aturades (34 homes i 28 dones). De les 282 persones inactives 99 estaven jubilades, 105 estaven estudiant i 78 estaven classificades com a «altres inactius».

### Ingressos
El 2009 a Saint-Sulpice-sur-Risle hi havia 653 unitats fiscals que integraven 1.684 persones, la mediana anual d'ingressos fiscals per persona era de 18.255,5 €.

### Activitats econòmiques
Dels 89 establiments que hi havia el 2007, 3 eren d'empreses extractives, 1 d'una empresa alimentària, 9 d'empreses de fabricació d'altres productes industrials, 13 d'empreses de construcció, 30 d'empreses de comerç i reparació d'automòbils, 1 d'una empresa de transport, 4 d'empreses d'hostatgeria i restauració, 2 d'empreses d'informació i comunicació, 2 d'empreses financeres, 6 d'empreses immobiliàries, 11 d'empreses de serveis, 2 d'entitats de l'administració pública i 5 d'empreses classificades com a «altres activitats de serveis».
Dels 27 establiments de servei als particulars que hi havia el 2009, 1 era una oficina de correu, 1 funerària, 2 tallers de reparació d'automòbils i de material agrícola, 2 tallers d'inspecció tècnica de vehicles, 1 paleta, 4 guixaires pintors, 1 fusteria, 2 lampisteries, 3 electricistes, 1 empresa de construcció, 1 perruqueria, 2 veterinaris, 4 restaurants, 1 tintoreria i 1 saló de bellesa.
Dels 11 establiments comercials que hi havia el 2009, 1 era, 1 un hipermercat, 2 grans superfícies de material de bricolatge, 2 botigues de roba, 2 botigues de mobles, 1 una botiga de mobles i 2 floristeries.
L'any 2000 a Saint-Sulpice-sur-Risle hi havia 25 explotacions agrícoles que ocupaven un total de 1.316 hectàrees.

## Equipaments sanitaris i escolars
El 2009 hi havia 1 farmàcia i 1 ambulància.
El 2009 hi havia una escola maternal integrada dins d'un grup escolar amb les comunes properes formant una escola dispersa.

## Poblacions més properes
El següent diagrama mostra les poblacions més properes.